# Ivan Bradvica
Ivan Bradvica (Veljaci, Ljubuški, 1949.), hrvatski znanstvenik i književnik. Po struci je inženjer građevinarstva. 

## Životopis
Rodio se je 1949. godine u Veljacima kod Ljubuškog u Bosni i Hercegovini od oca Mije i majke Jake u obitelji s petero djece. Osnovnu školu pohađao je u Veljacima i Vitini. Nakon završene gimnazije u Ljubuškom 1968. godine došao je i ostao u Zagrebu. Diplomirani je inženjer građevinarstva od 1974. godine te se profesionalno bavio stručnim i istraživačkim radom na temeljenju objekata u Institutu građevinarstva Hrvatske sve do mirovine. Oženjen je ženom Mirjanom s kojom ima petero djece. U mirovini je nastavio s povremenim bavljenjem geotehnikom. Do sada je objavio 38 stručnih i znanstvenih radova iz područja geotehnike.
Poezijom se bavi od zrelih godina, odnosno od 1995. godine, nakon Oluje. U mladosti nije iskazivao namjeru biti pjesnik. Osim poezije, piše i aforizme.

## Djela
Objavio je pet knjiga poezije, a u pripremi je šesta.
- Smisao života (2005.)
- Pjesma graditelja (2007.)
- Misterij realnosti (2009.)
- Iskre uskrsnuća (2011.)
- Pjesma nade (2013.)
- Tragovi izvanzemaljca (2015.) (elektronička inačica  Arhivirana inačica izvorne stranice od 14. siječnja 2022. (Wayback Machine))
- Sažete misli (2016.)[1] (elektronička inačica  Arhivirana inačica izvorne stranice od 14. siječnja 2022. (Wayback Machine))
- Draga riječ (2018.) (elektronička inačica  Arhivirana inačica izvorne stranice od 14. siječnja 2022. (Wayback Machine))
- Uzica (2019.) (elektronička inačica  Arhivirana inačica izvorne stranice od 14. siječnja 2022. (Wayback Machine))
- Deseta (2019.) (elektronička inačica  Arhivirana inačica izvorne stranice od 14. siječnja 2022. (Wayback Machine))
- Ono nešto (2020.) (elektronička inačica  Arhivirana inačica izvorne stranice od 14. siječnja 2022. (Wayback Machine))
- Bez povratka (2021.) (elektronička inačica  Arhivirana inačica izvorne stranice od 14. siječnja 2022. (Wayback Machine))
- Moja svegarnica (2022.)[2] (elektronička inačica  Arhivirana inačica izvorne stranice od 14. siječnja 2022. (Wayback Machine))

## Vanjske poveznice
Mrežna mjesta
- Bradvica, Ivan, životopis, bibliografija i izbor iz djela na stranicama DHKHB